# 密 (西周)
密（みつ）は、西周時代の姫姓の小諸侯国。国君は姫姓。位置は現在の甘粛省平涼市霊台県西部で、前身国は殷の姞姓の方国の密須。
周の共王4年（紀元前919年）、密を滅ぼし、密の一部の国民は周の共王によって、現在の河南省西部一帯に遷された。しかし、彼らは密の国号を使い続けた。領土が変わったため、新密と称した。新密は河南省鄭州市新密市の市名の由来となっている。

## 歴代君主
- 康公（中国語版）